# Clausirion comptum
Clausirion comptum är en skalbaggsart som beskrevs av Martins och Dilma Solange Napp 1982. Clausirion comptum ingår i släktet Clausirion och familjen långhorningar.
Artens utbredningsområde är Surinam. Inga underarter finns listade i Catalogue of Life.

## Bildgalleri

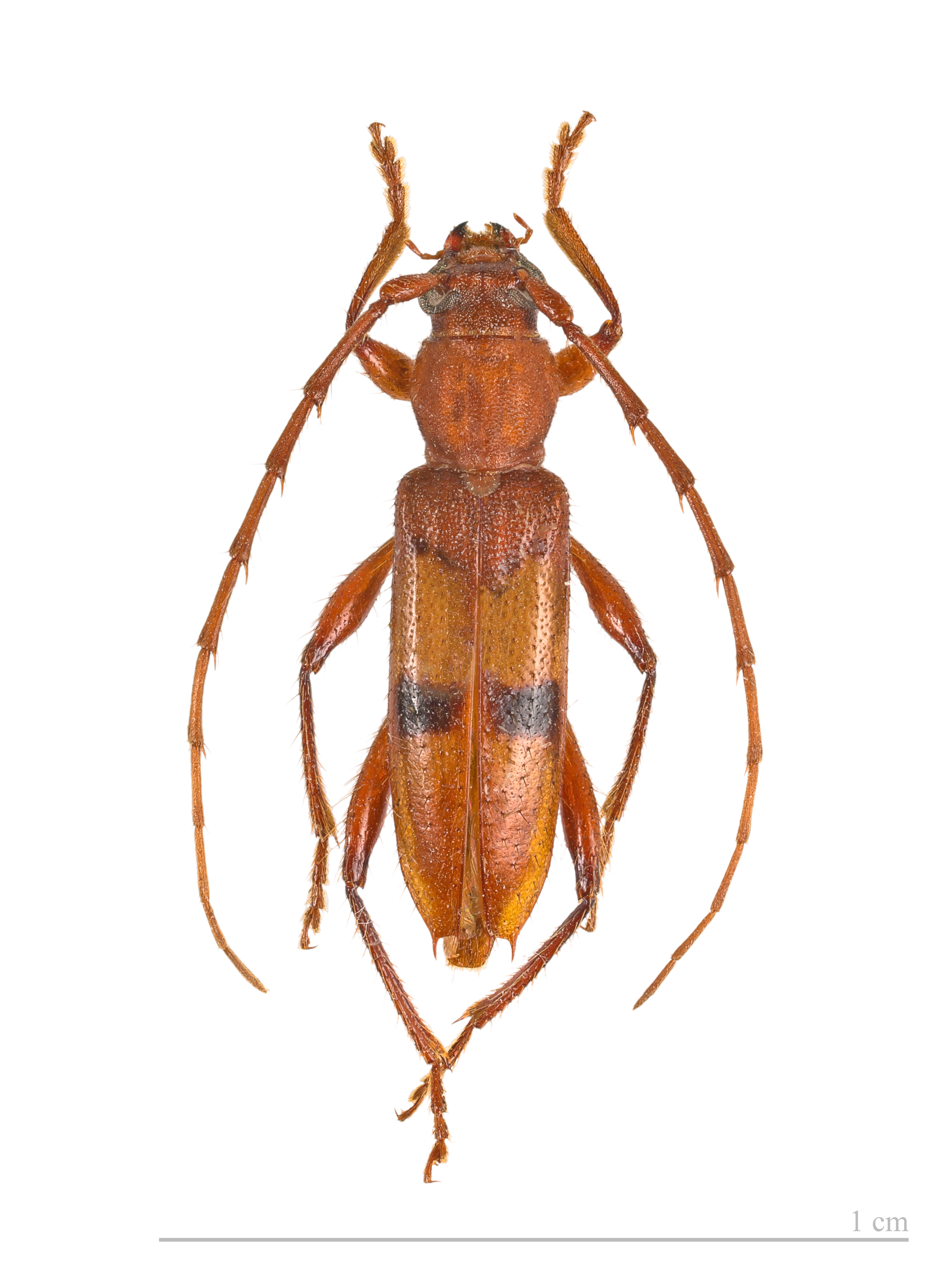